# 4678 Ninian
4678 Ninian è un asteroide della fascia principale. Scoperto nel 1990, presenta un'orbita caratterizzata da un semiasse maggiore pari a 2,2651618 UA e da un'eccentricità di 0,2139488, inclinata di 3,74188° rispetto all'eclittica.